# Actinopyga parvula
Actinopyga parvula är en sjögurkeart som först beskrevs av Emil Selenka 1867.  Actinopyga parvula ingår i släktet Actinopyga och familjen Holothuriidae. Inga underarter finns listade i Catalogue of Life.